# Charlotte af Wales (1796–1817)
|  | Denne artikel omhandler Kong Georg 4. af Storbritanniens datter Prinsesse Charlotte af Wales. Artiklen om William, Prins af Wales' datter Prinsesse Charlotte af Wales ligger under navnet Prinsesse Charlotte af Wales |
Prinsesse Charlotte Augusta af Wales (27. januar 1796 i London– 6. november 1817 i Claremont House, Esher/Surrey) var en britisk prinsesse, der var britisk tronarving.

## Biografi
Prinsesse Charlotte var eneste barn af prinsen af Wales (den senere kong Georg 4. af Storbritannien) og hans gemalinde Caroline af Braunschweig. Hun var dermed sønnedatter af den siddende konge Georg 3. af Storbritannien, Irland og Hannover. Hele livet var prinsesse Charlotte nummer 2 i den britisk-irske tronfølge – efter sin far. Derimod var hun ikke arving til Kongeriget Hannover.
I 1813 blev hun forlovet med den nederlandske kronprins Vilhelm af Oranien. Året efter opløste Charlotte forlovelsen.
Den 2. maj 1816 giftede hun sig med prins Leopold af Sachsen-Coburg. I 1831 blev Leopold belgiernes konge.
Prinsesse Charlotte Augusta døde i barselsseng, efter at hun dagen før havde født en død søn. I modsætning til sin far var Charlotte afholdt, og hendes død vakte almen sorg.
Var hun ikke død så tidligt, var hun blevet britisk dronning i stedet for Victoria. Charlotte var ovenikøbet gift med Leopold, prins Alberts farbror.

## Eksterne links
- Wikimedia Commons har flere filer relateret til Charlotte af Wales (1796–1817)